# The Man I Love (1947)
The Man I Love is een Amerikaanse film noir uit 1947 onder regie van Raoul Walsh. Het scenario is gebaseerd op de roman Night Shift (1942) van de Amerikaanse auteur Marita M. Wolff. De titel komt van het lied "The Man I Love" van George en Ira Gershwin dat in de film meerdere keren voorkomt.

## Verhaal
Nachtclubzangeres Petey Brown gaat tijdens de feestdagen op bezoek bij haar familie. Zo raakt ze betrokken bij de problemen van haar broer en twee zussen. Petey lost hun moeilijkheden een voor een op. Intussen is ze zelf verliefd op een jazzpianist.

## Rolverdeling
| Acteur          | Personage       |
| --------------- | --------------- |
| Ida Lupino      | Petey Brown     |
| Robert Alda     | Nicky Toresca   |
| Andrea King     | Sally Otis      |
| Martha Vickers  | Ginny Brown     |
| Bruce Bennett   | Sam Thomas      |
| Alan Hale       | Riley           |
| Dolores Moran   | Gloria O'Connor |
| John Ridgely    | Roy Otis        |
| Don McGuire     | Johnny O'Connor |
| Warren Douglas  | Joe Brown       |
| Craig Stevens   | Orkestleider    |
| Tony Romano     | Zanger          |
| William Edmunds | Oom Tony        |
| Jimmie Dodd     | Jimmy           |